# لغنيتسا
لغنيتسا (بالإنجليزية: Legnica)‏ هي مدينة مع صلاحيات بووتيس ‏ تقع في بولندا في محافظة سيلزيا السفلى. يقدر عدد سكانها بـ 102,708 نسمة ومساحتها 56.29 كم2 وترتفع عن سطح البحر 113 متر. شهدت المدينة واحدة من أكبر المعارك خلال الغزو المغولي الأول لبولندا في مَعْرَكة لَغنِيتسِا.

## المدن التوأمة
مدن بلانسكو وروآن هي مدن توأمة لـلغنيتسا.

## أعلام
- بنيامين شمولك
- مارسين روباك
- فالنتين فريدلاند
- كلاوس بير
- فريدريش فون لوجاو
- فيلي مارشلر
- هورست إتش بيرغر
- ثيودور بيكر
- ريزارد كاجا